# Mārtiņš Rubenis
Mārtiņš Rubenis (n. 26 septembrie 1978, Riga, Republica Sovietică Socialistă Letonă, URSS) este un sănier ce a reprezentat Letonia, medaliat olimpic. A participat la 5 ediții ale Jocurilor Olimpice (1998, 2002, 2006, 2010, 2014) în care a câștigat două medalii de bronz.